# Zeta Sagittae
Zeta Sagittae (ζ Sagittae, förkortat Zeta Sge, ζ Sge) som är stjärnans Bayerbeteckning, är en trippelstjärna belägen i den norra delen av stjärnbilden Pilen. Den har en kombinerad skenbar magnitud på 5,00 och är svagt synlig för blotta ögat. Baserat på parallaxmätning inom Hipparcosuppdraget på ca 12,8 mas, beräknas den befinna sig på ett avstånd av ca 260 ljusår (ca 78 parsek) från solen.

## Egenskaper
Primärstjärnan A i Zeta Sagittae är en stjärna i huvudserien av spektralklass A3 Vnn där "nn"-suffixet anger "suddiga" spektrallinjer på grund av stjärnans rotation. Den har en massa som är 80 procent större än solens massa, en radie som är 1,7 gånger så stor som solens och utsänder från dess fotosfär ca 46 gånger mer energi än solen vid en effektiv temperatur på ca 8 420 K. Den roterar med en hög projicerad rotationshastighet på 240 km/s, vilket ger stjärnan en tillplattad form med en ekvatorialradie som är 14 procent större än polarradien.
Det inre paret är en visuell dubbelstjärna bestående av två stjärnor i huvudserien av spektraltyp A med en omloppsperiod på 23,2 år (8 487,9 dygn) och en excentricitet på 0,79. Följeslagaren B, är en stjärna av magnitud 6,04, medan den mer avlägsna komponenten C är av magnitud 9,01 och ligger med en vinkelseparation på 8,330 bågsekunder från de två inre stjärnorna.